# Saperda fayi
Saperda fayi är en skalbaggsart som beskrevs av Bland 1863. Saperda fayi ingår i släktet Saperda och familjen långhorningar. Inga underarter finns listade i Catalogue of Life.